# Berlin Comedian Harmonists

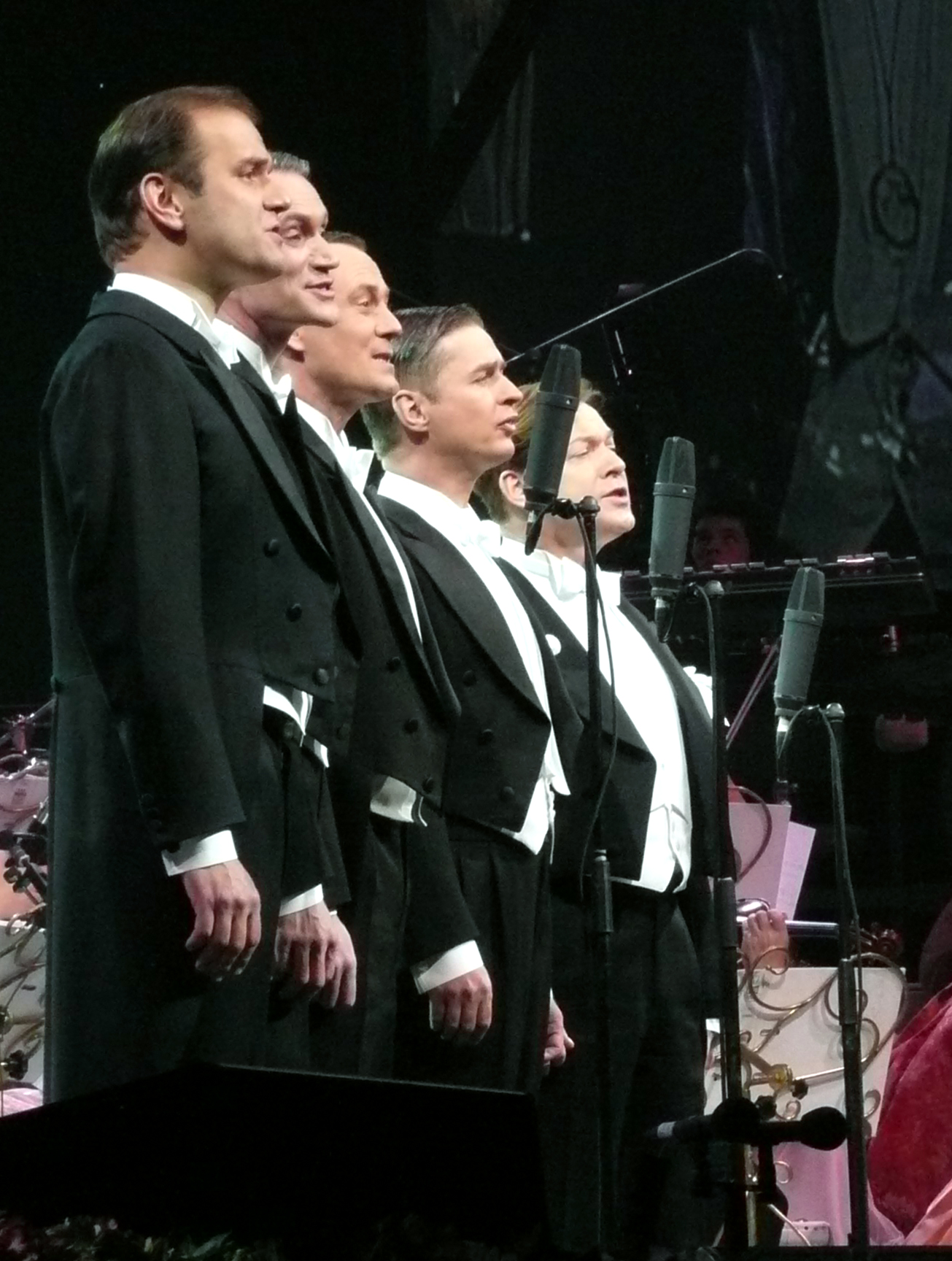
Die Sänger der Berlin Comedian Harmonists (2010)

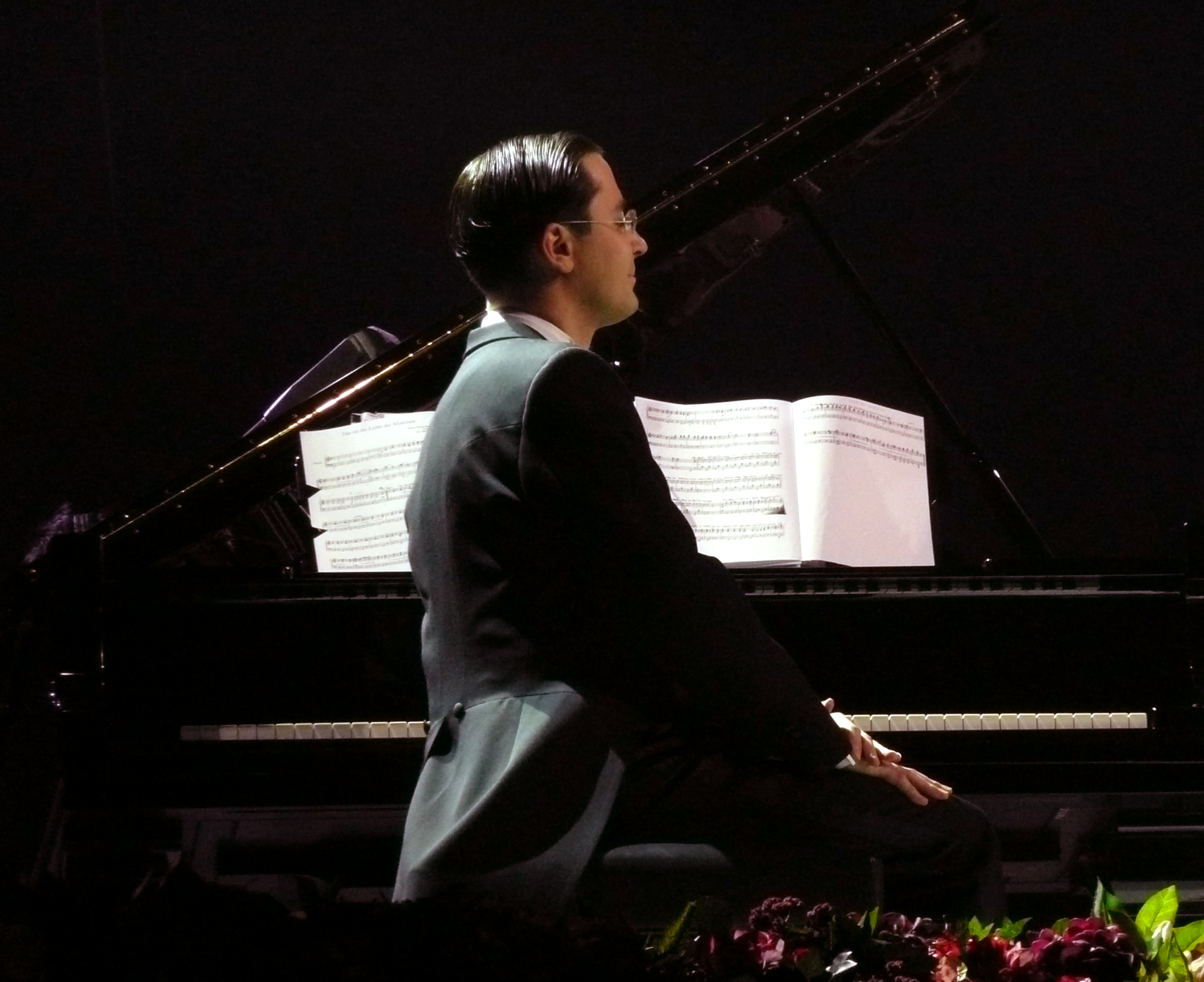
Pianist Nikolai Orloff bei einem Auftritt in Köln (2010)

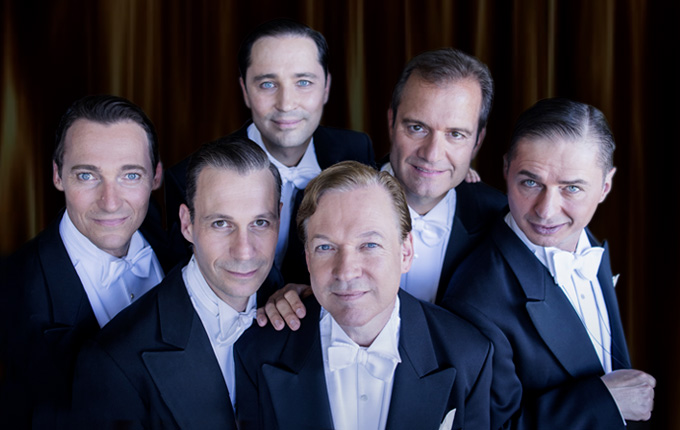
Die Besetzung seit 2018: N. Kohler, U. Bildstein, N. Orloff, H. Off, W. Höltzel, O. Drauschke (von links)

Die Berlin Comedian Harmonists sind ein international erfolgreiches deutsches Vokalensemble aus Berlin, das sich dem Repertoire der Comedian Harmonists verpflichtet fühlt.

## Entstehung
Die Berlin Comedian Harmonists gingen aus dem Ensemble der Uraufführung des Theaterstücks „Veronika, der Lenz ist da – Die Comedian Harmonists“ hervor, das am 19. Dezember 1997 an der Komödie am Kurfürstendamm in Berlin Premiere hatte.
Zu ihren Gründungsmitgliedern gehörten Günter Barton (2. Bariton), Olaf Drauschke (1. Bariton), Horst Maria Merz (Klavier), Holger Off (1. Tenor), Tilmann F. Rönnebeck (Bass) und Marco Woytowicz (2. Tenor).
Im Laufe der Jahre veränderte sich das Ensemble personell. Die Position des 2. Tenors wurde mit Ralf Steinhagen, die des 2. Baritons erst mit Philipp Seibert und 2016 mit Ulrich Bildstein sowie die des Basses erst mit Rolf Randolph und 2005 mit Wolfgang Höltzel nachbesetzt. Einen weiteren größeren Wechsel im Ensemble erlebte die Gruppe, als 2018 erst die Position des 2. Tenors mit Norbert Kohler und dann der Pianist mit Nikolai Orloff nachbesetzt wurde.

## Werdegang
Wegen des großen Erfolges des Theaterstücks „Veronika der Lenz ist da – Die Comedian Harmonists“ wurden die Darsteller auch außerhalb des Theaters immer öfter für Gala-Auftritte und Konzerte angefragt. Inzwischen sind die Berlin Comedian Harmonists international erfolgreich. Sie gastieren im In- und Ausland, zum Beispiel in Australien, USA, Südamerika, Spanien, Italien, Frankreich und in der Schweiz.
Ihr Repertoire umfasst die bekannten Schlager der original Comedian Harmonists, daneben eigene Arrangements bekannter Hits sowie eigene Kompositionen.
Exklusiv für die Berlin Comedian Harmonists wurde die Operette „Frau Luna“ von Paul Lincke umgeschrieben. Die Fassung für sechs Herren und zwei Damen mit dem Titel „Die Comedian Harmonists besuchen Frau Luna“ (Buch und Regie: Jürgen Wölffer, mus. Arrangements: Peter Schirmann) hatte am 22. März 2006 im Stadttheater Hameln Premiere. An der Komödie am Kurfürstendamm, Berlin, hatte am 2. März 2014 die ebenfalls für das Ensemble geschriebene Komödie „Café ohne Aussicht“ (Buch: Anne X. Weber, Regie und mus. Arrangements: Franz Wittenbrink) Premiere. In weiteren Programme erhöhten die Berlin Comedian Harmonists den Anteil neuer Arrangements und Eigenkompositionen weiter, zum Beispiel mit dem von Lars Wernecke geschriebenen szenischen Konzert „Atemlos“, das 2018 im Stadttheater Bozen Premiere hatte und seither fester Bestandteil im Repertoire der Berlin Comedian Harmonists ist.
Seit 2009 sind die Berlin Comedian Harmonists regelmäßig zu Gast bei André Rieu und seinem Johann Strauß Orchester, mit dem sie bereits mehrere Konzertreisen durch Europa sowie Süd- und Nordamerika absolvierten.
Die Berlin Comedian Harmonists sind bei Monopol Records (Meisel Musikverlage) sowie der Deutschen Grammophon unter Vertrag.

## Diskographie
- Veronika der Lenz ist da
- Ein Lied geht um die Welt
- Sabine
- Die Berlin Comedian Harmonists besuchen Frau Luna
- Die Liebe kommt, die Liebe geht
- Dieses Jahr gibt's nur ein Lied

## Auszeichnungen
- 1998 Goldener Vorhang
- 1999 Berliner Bär (B.Z.-Kulturpreis)